# Gonolobus glaberrimus
Gonolobus glaberrimus är en oleanderväxtart som först beskrevs av Robert Everard Woodson, och fick sitt nu gällande namn av W.D.Stevens. Gonolobus glaberrimus ingår i släktet Gonolobus och familjen oleanderväxter. Inga underarter finns listade i Catalogue of Life.